# Církvice (okres Kolín)
Církvice (pomnožné pojmenování, tedy v Církvicích, do Církvic) jsou obec ležící v okrese Kolín asi 21 km jihozápadně od Kolína a 5 km severozápadně od Uhlířských Janovic. Žije zde 185 obyvatel a jejich katastrální území má rozlohu 245 ha. V roce 2011 zde bylo evidováno 99 adres.
Církvice leží v katastrálním území Církvice u Kolína o rozloze 2,45 km2.

## Název
Internetová jazyková příručka uvádí, že pro obec Církvice na Kolínsku jsou typické pomnožné tvary, na rozdíl od Církvice na Kutnohorsku, pro kterou se používá častěji pojmenování v jednotném čísle. Rovněž rejstřík RSO uvádí pro obec na Kolínsku pomnožné tvary a pro obec Církvice na Kutnohorsku tvary jednotného čísla, pro Církvici v Ústí nad Labem rovněž jednotné číslo.

## Historie
První písemná zmínka o obci pochází z roku 1400.

### Územněsprávní začlenění
Dějiny územněsprávního začleňování zahrnují období od roku 1850 do současnosti. V chronologickém přehledu je uvedena územně administrativní příslušnost obce v roce, kdy ke změně došlo:
- 1850 země česká, kraj Pardubice, politický okres Kolín, soudní okres Kouřim[10]
- 1855 země česká, kraj Čáslav, soudní okres Kouřim
- 1868 země česká, politický okres Kolín, soudní okres Kouřim
- 1939 země česká, Oberlandrat Kolín, politický okres Kolín, soudní okres Kouřim[11]
- 1942 země česká, Oberlandrat Praha, politický okres Kolín, soudní okres Kouřim[12]
- 1945 země česká, správní okres Kolín, soudní okres Kouřim[13]
- 1949 Pražský kraj, okres Kolín[14]
- 1960 Středočeský kraj, okres Kolín
- 2003 Středočeský kraj, obec s rozšířenou působností Kolín

### Rok 1932
Ve vsi Církvice u Uhlířských Janovic (560 obyvatel, poštovní úřad) byly v roce 1932 evidovány tyto živnosti a obchody: 2 hostince, kovář, Družstevní lihovar a sladovna v Církvici, mlýn, obuvník, pekař, 10 rolníků, 2 obchody se smíšeným zbožím, švadlena, trafika, truhlář.

## Doprava
Dopravní síť
- Pozemní komunikace – Obcí prochází silnice III. třídy. Z obce jsou 4 km na silnici II/334 Sadská - Kouřim - Sázava.

- Železnice – Železniční trať ani stanice na území obce nejsou. Nejbližší železniční zastávkou jsou Hatě ve vzdálenosti 3,5 km ležící na trati 014 z Kolína do Uhlířských Janovic a Ledečka.

Veřejná doprava 2011
- Autobusová doprava – Obcí projížděly příměstské autobusové linky Kolín-Bečváry-Zásmuky-Skvrňov (v pracovních dnech 9 spojů, o víkendu 1 spoj), Kolín-Dolní Chvátliny-Zásmuky-Skvrňov (v pracovních dnech 1 spoj, o víkendu 2 spoje) (dopravce Okresní autobusová doprava Kolín, s. r. o.) a Zbraslavice-Církvice-Uhlířské Janovice (v pracovních dnech 2 spoje) (dopravce Veolia Transport Východní Čechy, a. s.).

## Památky
- zámeček
- socha svatého Jana
- Lípa v Církvici – památný strom, roste na jižním okraji obce, u sochy svatého Jana[16]